# Abelha-limão
A abelha-limão  (Lestrimelitta limao), também conhecida como iraxim,  arancim, aratim, canudo, iratim, sete-portas, limão, limão-canudo é uma espécie de abelhas eussocial neotropical encontrada no Brasil e no Panamá e faz parte da família Apidae da subfamília dos meliponíneos. É uma espécie que pratica o furto de ninhos à força. Elas não são vistas coletando néctar a partir de flores, uma observação que apoia seu comportamento de invasão. Devido à sua falta de corbícula traseira, elas devem pilhar para obter proteína suficiente em sua dieta sob a forma de pólen e néctar. A Lestrimelitta  limao secreta um alarme com aroma de limão, do qual elas recebem seu nome, para realizar ataques com sucesso. A L. limao em hipótese produzem um mel venenoso que é tóxico se consumido por humanos. Como as abelhas pilhadoras são tão raras e difíceis de observar, há um escopo limitado de informações disponíveis.

## Etimologia
Conforme o Dicionário de Tupi Antigo, iraxim vem do tupi antigo, significando "abelha miúda". (Eíra, abelha, isi'ĩ, coisa miúda, miúdo)

## Comportamento cleptobiótico
São consideradas abelhas pilhadoras ou cleptobióticas, isto é, saqueiam os ninhos de outras espécies, para retirar o mel, o pólen e a cera, armazenados nas colmeias alheias. Isto porque as operárias lestrimelitas não possuem corbícula, órgão localizado na tíbia posterior e que é destinado ao transporte de pólen e outros materiais utilizados na estrutura do ninho. Ao saquear outras colmeias, essas operárias liberam substâncias voláteis, produzidas por suas glândulas mandibulares, que confundem a comunicação entre as abelhas da colmeia hospedeira, provocando a sua dispersão. Assim, as pilhadoras conseguem saquear os ninhos, levando o produto do saque nos seus papos até os seus próprios ninhos. Posteriormente, a comunidade de Lestrimelitta limao passa a usar a colmeia como sua morada.
Segundo o ecólogo Paulo Nogueira Neto, as substâncias tipo mel e tipo pólen produzidas pelas lestrimelitas são consideradas tóxicas e perigosos se consumidas pelo homem, em razão das secreções tóxicas das glândulas mandibulares dessas abelhas.
Sua classificação é amplamente controversa, por ser pilhadora ou predadora de abelhas, e muitos questionam se pode ser considerada uma abelha.
As lestrimelittas, junto das formigas, são importantes predadoras da Apis melifera, apesar de sua introdução artificial nas Américas, é uma espécie que encontrou um ambiente favorável em termos de alimento, porém não encontrou um ambiente livre de predadores, tornando a abelha-limão uma importante predadora ajudando no controle de seus números, uma vez que a Apis melifera causa desequilíbrio ambiental ocupando ocos de árvores que poderiam ser ocupados por espécies nativas (com algumas espécies ameaçadas de extinção ou até mesmo ocupar espaços que animais usam para abrigos ou ninhos), além de competir com elas as mesmas fontes de alimentos.
Há relato de ninhos de abelhas-limão sendo atacados por outras espécies de abelhas.
As pilhadoras vivem exclusivamente do saque a outros ninhos, só podendo sobreviver em áreas onde haja grande densidade de ninhos de outras espécies. Por essa razão, a ocorrência de comportamento cleptobiótico é um bioindicador para alta densidade populacional de abelhas.

## Taxonomia e filogenia
A Lestrimelitta limao é parte da família Apidae, que consiste em mangangaba, euglossines, abelha-europeia e abelha sem ferrão . Esta espécie está dentro da tribo Meliponini. A Lestrimelitta limao geralmente visitam os ninhos da mesma família, mais notavelmente, Trigona.

## Descrição e identificação
A espécie Lestrimelitta limao é dividida em operárias, machos e rainhas dentro de cada colônia. Os machos são do mesmo tamanho que as operárias, mas as rainhas são visivelmente maiores. Todos os membros da espécie são de coloração preta brilhante com pelos escassamente encontrados no corpo e densamente encontrados na femora e na tíbia. Os pelos nas tíbias são curtos e amarelos, enquanto os pelos esparsos do corpo são pretos. As asas de L limao contêm veias cubitais quase imperceptíveis. Além disso, são identificáveis pela falta de corbícula funcional nas operárias, Intestino alongado, menos discos olfativos e através de seu comportamento único cleptobiótico. A L. limao colônia é geralmente composta por guardas, operárias e batedores que trabalham para atacar as colônias vizinhas de abelhas sem ferrão. Não há especialização de trabalho de acordo com a idade.

### Rainhas
A rainha de Lestrimelitta limao acasala com múltiplos machos. Embora exista uma rainha fertilizada, há tipicamente duas ou três rainhas virgens dentro de uma colônia. A rainha tem pernas mais longas e mais robustas do que os trabalhadores ou os machos, bem como um espaço malar mais desenvolvido. Enquanto suas asas são semelhantes, na sua forma e estrutura com as asas das operárias, as asas da rainha contêm quatro a cinco hâmulo. As rainhas fertilizadas variam de nove a 10,5 milímetros de comprimento, enquanto as rainhas virgens têm aproximadamente sete milímetros de comprimento.

### Operárias
Cada operária de L. limao tem asas que geralmente contêm cinco ou seis hâmulos. As operárias variam de 5,5 a 6,25 milímetros de comprimento, cerca de dois milímetros de largura e cinco a 5,5 milímetros de comprimento na frente.

### Machos
Os machos são ligeiramente menores do que as operárias, tendo cabeças menores, olhos mais largos, espaço malar mais curto e um quadril facial mais estreito. O flagelo do macho é composto de 12 articulações e, na verdade, é solitário comparado as operárias. Enquanto a rainha e as operárias têm seis tergites visíveis, os machos têm sete. Os machos variam de 5,5 a seis milímetros de comprimento, com cerca de dois milímetros de largura e 4,5 a cinco milímetros de comprimento na frente.

### Arquitetura do ninho
Os ninhos Lestrimelitta limao são principalmente construídos elevados do chão. A superfície dos ninhos permanece uma fina camada macia, mas durante o reparo, uma forma de invólucro em que a arquitetura antiga é construída usando novas estruturas. As operárias usam material de construção adquirido a partir de incursões de ninhos de abelhas sem ferrão nas proximidades. Numerosas protuberâncias alongadas em forma de um saco fechado de 1-1.5 cm de altura e diâmetro são construídas em toda a superfície. Existe uma grande variabilidade nestas protuberâncias devido à falta de integração das atividades individuais dos trabalhadores durante a reparação do ninho.
Dentro do ninho, geralmente há um tubo de entrada grande que pode prolongar-se até 35 cm. Este tubo de entrada contém protuberâncias tipo estalactite na parte inferior do ninho. Um pesquisador observou a suavidade constante e a arredondamento do interior do tubo de voo. Esta entrada principal é selada usando uma substância de resina cerosa para impedir que intrusos entrem à noite. Dependendo do clima, as abelhas da guarda se situarão nas margens internas da entrada do ninho, ou diretamente fora dela.
A presença de um tubo de entrada é comum em ninhos de abelhas sem ferrão e pode ser encontrada em muitas espécies, como Tetragonisca angustula, para ajudar a proteger o ninho.

## Distribuição e habitat
A Lestrimelitta limao são encontradas no Brasil e no Panamá e são considerados espécies raras e dispersas. Seus ninhos podem ser encontrados no alto, em troncos de árvores ocas, mas ocasionalmente foram vistos a uns 30 cm do chão ou ao longo dos lados das paredes. As colônias Lestrimellita limao construirão estrategicamente seus ninhos dentro de aproximadamente 3 metros de outros ninhos de meliponina para tornar o roubo de ninho mais gerenciável.

## Comportamento de incursão
Como obrigação de ladradores de ninhos, Lestrimelitta limao deve visitar os ninhos vizinhos para satisfazer suas necessidades nutricionais. Normalmente, um ninho de hospedeiro seria ocupado por cerca de 4 horas, mas ocasionalmente, uma invasão poderia durar no máximo 5 dias. Durante a estação chuvosa, há uma maior recorrência de ataques devido à menor abundância de flores. Os ataques em massa envolvem até 600 abelhas L. limao, enquanto abordagens leves para material de ninho envolvem apenas algumas. É possível que múltiplas colônias de meliponina possam ser invadidas simultaneamente. Na ocasião, L. limao pode expulsar ou exterminar os habitantes originais do ninho hospedeiro. Embora instâncias tenham sido registradas, os invasores raramente tomarão posse permanente dos depósitos dentro do ninho e do próprio ninho.

### Batedores
Os batedores de Lestrimelitta limao  deixam para coletar informações sobre potenciais vítimas em ninhos de meliponina nas proximidades. Estes trabalhadores têm grandes reservatórios de glândulas cefálicas de citral e isômeros químicos. Esses produtos químicos são liberados quando são mortos na entrada do ninho do hospedeiro, recrutando os batedores. A liberação desses produtos químicos é o que atrai mais L. Limao operárias, iniciando o ataque.

### Soldados
Em seus próprios ninhos, os soldados não são agressivos, mas na entrada dos ninhos hospedeiros, eles formam um círculo para defendê-lo dos hospedeiros e de outros insetos. Os soldados Lestrimelitta limao cercam o ninho de fora do hospedeiro, alinhados lado a lado, antes e durante uma invasão. Esses soldados ladrões que formam o anel ocasionalmente levantam seu abdômen, expondo sua região intersegmentante esbranquiçada e ventilam suas asas. Eles liberam citral de suas glândulas mandibulares, um ato que deve ser bem cronometrado em relação à progressão e ao início da invasão.

### Operárias
As operárias colocam pequenos pedaços de resina sobre os orifícios de entrada para evitar que as formigas e os hospedeiros entrem no tubo de entrada durante a invasão. Uma vez que a invasão está completa, eles removem a vedação.

## Química da espécie
A abelha-limão, após o reconhecimento e chamamento dos batedores, vai em grandes quantidades até a colônia sinalizada. Ao chegar emitem forte cheiro de limão. Diferente do que se achava antes, não são as moléculas citrais (neral e geraniale) produzidas por suas glândulas mandibulares que deixam as abelhas desorientadas no ataque, mas sim as moléculas acetato de hexadecila e acetato de 9-hexadecenila produzidas por suas glândulas salivares.

## Meios de defesa e predadores naturais
Diversos estudiosos e meliponicultores têm estudado e testado diferentes meios para se proteger dos ataques de abelhas-limão em suas colônias de modo natural, sem necessidade de exterminá-las, visto que cada espécie tem sua importância na natureza.
Um método simples é abrir o enxame atacado (quanto mais cedo, melhor) e assoprar para que os compostos químicos da abelha limão se dispersem e as abelhas saiam da letargia e possam contra-atacar, com retirada manual as abelhas-limão que ainda permanecerem na caixa.
Um dos métodos mais utilizados é o uso de tampinha de garrafa na entrada da colônia chamada "canaleta anti-limão". Este método só funciona com abelhas de porte menor, menores que 1,5 milímetros. Funciona com abelhas do tipo plebeia como jataís, mirins, etc. É feita canaleta do tamanho adequado de modo que somente as abelhas da colônia consigam passar, mas as abelhas-limão não passem (por terem um porte maior). Consiste em duas tampas de garrafa pets sobrepostas; uma com 2 canaletas de 1,5 mm e outra com o furo de 8 milímetros. Por causa dos ócelos as abelhas passam pela canaleta no escuro, e alçam voo após o furo de 8 milímetros. O meliponicultor deve ter o cuidado de fazer uma tampinha com tamanho adequado, inclusive, para a passagem de princesas em épocas de enxameação (elas são maiores que as operárias), senão elas ficarão presas dentro da colônia e serão mortas pelas operárias. Por conta disto, há meliponicultores que preferem a tampinha somente quando necessário.
Outra maneira, menos efetiva, de parar o ataque é borrifar água nas abelhas que elas imediatamente entenderão que está chovendo e voltarão para a colônia, porém este método só funciona para ganhar tempo e fazer alguma proteção ou remoção da colônia para outro local, pois logo elas voltarão.
Uma outra maneira de impedir é retirar a cera que as abelhas-limão acabam depositando na entrada do enxame atacado e o colocar em outro lugar antes que aumente ainda mais o número de abelhas, a cera serve de "bandeira" indicando o local a ser atacado.
Experimentos de se usar fumaça ou outros compostos que possam anular os agentes químicos das abelhas-limão que deixam a colônia em letargia têm sido feitos, com certo sucesso. Tem sido usado, por exemplo, fumaça de fumo em corda.
Há meliponicultores mais experientes que criam abelhas-limão em caixa racional com objetivo de proteger o próprio meliponário. Foi criada uma técnica utilizando o princípio da repelência a partir do pito de abelha-limão. A técnica consiste em ter uma colônia próxima para retirar e usar a cera do pito de entrada de abelha-limão com álcool de posto, em iguais proporções, para fazer um repelente deixando curtir por 60 dias. Após curtido se mistura algum óleo suave cujo cheiro não seja forte nem incomode as abelhas (como óleo de girassol, por exemplo) na proporção 100 mililitros para cada 1 litro de mistura curtida aplicando por fora das caixas do meliponário de 15 em 15 dias. A explicação é que as batedoras de limão (inclusive das que estão sendo criadas no meliponário) perceberão o odor de pito de limão na área e não incomodarão as colônias, pois as limão são muito territorialistas e acharão que aquele território já pertence a outra colônia de limão. Esta técnica é controversa, uma vez que outros meliponicultores podem ser atacados por abelhas-limão de meliponicultor que as cria, além do que alegam que as abelhas-limão não costumam atacar abelhas próximas de sua colônia, sendo desnecessário o uso deste spray caso tenha uma colônia de abelha-limão no meliponário, pois ela sendo territorialista com outras abelhas-limão, as colônias da mesma espécie respeitarão o espaço desta colônia mesmo sem spray. Há meliponicultores que, em vez de criar abelhas-limão para este fim, apenas coletam cera de pito de entrada delas na natureza para criar o repelente.
Mais uma maneira de proteção é criar o meliponário com caixas distribuídas pelo chamado "sistema indígena", onde as abelhas são organizadas de modo que possam fazer uma proteção mútua. Existem duas formas, uma delas é colocar as caixas de abelhas próximas (há abelhas que geram muitos problemas se colocadas perto de outras, como as jataís) que elas farão uma defesa mútua em caso de ataque de abelhas-limão, funcionando muito bem com abelhas do gênero melipona, scaptrotrigona e trigonas próximas. Uma outra forma lembra um sistema de camadas, onde abelhas menores do tipo jataí, mirins, etc, (as presas preferidas das limão) ficam na camada mais interna, na camada intermediária ficam abelhas do gênero meliponas e na camada mais externa ficam abelhas do gênero trigona ou scaptotrigonas.
Uma das poucas espécies de abelhas conhecidas que podem atacar as abelhas-limão e eliminar da própria colônia atacada é a Duckeola ghilianii, ao que parece é uma predadora natural da espécie. É uma abelha bastante parecida com a jataí e a abelha borá, só que é uma abelha grande, comparável a algumas meliponas, é maior que a abelha borá. Ela é uma abelha com hábitos iguais das outras abelhas, coletora de recursos em espécies vegetais, não é cleptobiótica. Tem sido criada em meliponários no norte do país e atua como uma espécie de "cão de guarda" do meliponário, atacando as limão e, por vezes, contra-atacando seu enxame. Elas parecem não serem afetadas pelas substâncias químicas produzidas pela abelha-limão, que são muito mais eficientes em abelhas da família das trigonas e scaptotrigonas por sua proximidade genética. Por ser natural apenas do bioma da Amazônia, não se recomenda que seja levada a outros biomas estranhos, além do fato de poder ter dificuldade de se aclimatar, ela pode causar desequilíbrio ambiental.

## Importância humana

### Produção
Enquanto as abelhas das colônias Lestrimelitta limao nunca foram observadas em flores, elas foram vistas em plantas venenosas. É possível que o mel de L. Limao cause doença e paralisia e, portanto, foi considerado tóxico. Em 1895, foi citado que as pessoas do Alto Paraná de Misoines usam a mesma quantidade de mel produzida pelo "irati" (o nome popular para "L. limao") para tratar a mesma paralisia que causa. Da mesma forma, em 1930 Nordenskioid citou os índios Guarayu da Bolívia no uso do mel para curar a paralisia. Considerando os efeitos de  L. Limao  mel em diferentes pessoas, isto sugere que o mel pode conter graianotoxinas e causar a doença "loucura do mel".

## Nomes vernáculos
- Mỹky[33]: watutu
- Kanoê[34]: mũky
- Arara do Rio Branco[35]: uɾí(pm̚)
- Warázu[36]: eɨr-éte

## Outras espécies do gêneroLestrimelitta
- Lestrimelitta limao (Smith)
- Lestrimelitta ehrhardti Friese, 1931 - sudeste do Brasil.
- Lestrimelitta guyanensis Roubik, 1980 - Guiana Francesa.
- Lestrimelitta monodonta Camargo & Moure, 1989 - Roraima (Brasil).
- Lestrimelitta glabrata Camargo & Moure, 1989 - Amazonas e Roraima (Brasil).
- Lestrimelitta chamelensis Ayala, 1999 - América Central e México.
- Lestrimelitta niitkib Ayala, 1999 - América Central e México.
- Lestrimelitta danuncia Oliveira & Marchi, 2005 - Costa Rica e Panamá.
- Lestrimelitta mourei Oliveira & Marchi, 2005 - Costa Rica.
- Lestrimelitta glaberrima Oliveira & Marchi, 2005 - Guiana Francesa.
- Lestrimelitta rufipes Freise  - ampla distribuição geográfica no Brasil, do Amazonas ao Rio Grande do Sul[5]